# Яхонтов, Аркадий Николаевич
Арка́дий Никола́евич Я́хонтов (18 сентября 1876 Санкт-Петербург — 29 сентября 1938, Ницца) — действительный статский советник, русский общественный деятель, педагог, публицист.

## Биогарфия
Отец, Николай Николаевич Яхонтов (1837—1912), происходил из дворян Псковской губернии: его дед, А. А. Яхонтов, — действительный тайный советник, участник Наполеоновских войн.
Отец был дважды женат. От первой жены, Елены Павловны (урожд. Челышева) было четверо детей: Елена (19.12.1863—?), Николай (17.11.1867—25.01.1942, Белград), Павел (01.04.1869—28.04.1932), Вера; от второй, Анны Аркадьевны (урожд. Арбузова) имел троих детей: Марию (1874—1963, Белград), Аркадия и Михаила (1878—?).
Аркадий окончил в 1899 году Александровский лицей. Был воспитателем в Александровском лицее (1901—1908).
Служил в Канцелярии совета министров: был личным секретарём П. А. Столыпина, председателя Совета Министров; чудом не пострадал при покушении на жизнь Столыпина на даче на Аптекарском острове 12 августа 1906 года.
А. Н. Яхонтов вместе с бывшим однокурсником, С. М. Аснашем, составил «Описание Пушкинского музея Императорского Александровского Лицея».
С мая 1914 года по октябрь 1916 года — помощник управляющего делами Совета министров. В 1926 году на основании записей этого периода им был составлен, опубликованный в «Архиве русской революции» (Т. 18), исторический материал «Тяжёлые дни».
В период 1916—1918 годов был директором Канцелярии министерства и исполняющим обязанности товарища министра путей сообщения. В 1918—1920 годах — начальник отдела управления финансов правительства Юга России. С 1920 года — в эмиграции.
Был директором, открытой 3 октября 1925 года, школы «Александрино» в Ницце для детей эмигрантов из России.
В 1936 году опубликовал серию мемуарных очерков. Был составителем книги «Исторический очерк Императорскаго Александровскаго (б. Царскосельскаго) лицея. 1811—1936».
Похоронен в Каннах на кладбище Абади.

## Комментарии
1. ↑  Была замужем за сенатором Николаем Александровичем Дедюлиным.
2. ↑  Окончил Александровский лицей в 1891 году. Действительный статский советник, товарищ управляющего Государственным Дворянским Земельным Банком. С 1926 года возглавлял Российское Общество Красного Креста (РОКК) в Ревеле.
3. ↑  В 1891 году Александровский лицей окончил его брат, Павел Николаевич.
4. ↑  Были переизданы в журнале «Возрождение» в 1936 году под названием «Первый год войны».